# Bezszpon

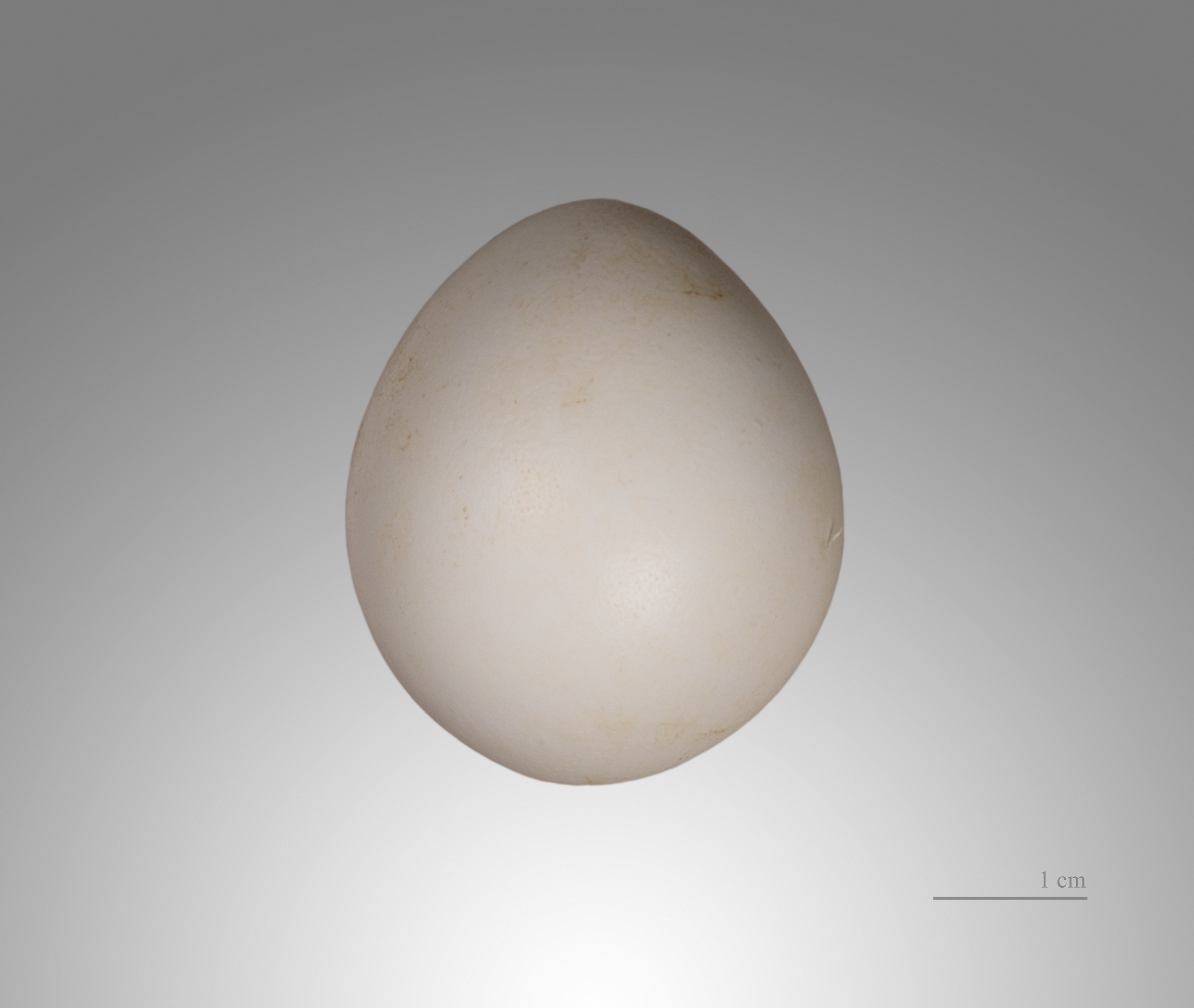
Jajo bezszpona

Bezszpon (Rollulus rouloul) – gatunek średniej wielkości ptaka z rodziny kurowatych (Phasianidae). Jedyny przedstawiciel rodzaju Rollulus. W naturze zamieszkuje lasy bambusowe i palmowe Półwyspu Malajskiego, Sumatry i Borneo. Nie wiadomo dlaczego jego nazwa polska to „bezszpon”, gdyż jak każdy kurowaty posiada ostrogi. Jest chętnie hodowanym ptakiem. Występuje bardzo wyraźny dymorfizm płciowy. Nie wyróżnia się żadnych podgatunków. W Polsce występuje też pod nazwami „puchoczub” oraz „kuropatwa koroniasta”.
Cechy gatunkuWystępuje bardzo wyraźny dymorfizm płciowy. Upierzenie samca jest czarne z metalicznym, zielono-niebieskim połyskiem. Na głowie ma biały „berecik” oraz czerwony czub. Jak każdy kurak posiada też róże. Samica jest zielona, również z połyskiem, ale ma kasztanowe skrzydła, szarobrązową głowę i nie ma czuba. Obie płci posiadają czerwone nogi i czarne, błyszczące dzioby. Słabo latają. Są ptakami monogamicznymi – w czasie lęgów żyją w parach, później łączą się w stada rodzinne.
Wymiary
- długość ciała: dorasta do 26 cm długości, więc jest trochę mniejszy od kuropatwy.
- masa ciała: 150–190 g

PożywienieŻywi się owadami, larwami, zielonymi częściami roślin, nasionami i owocami. Szuka ich, grzebiąc nogą w ziemi.
BiotopLasy bambusowe i palmowe.
LęgiGniazdo znajduje się w ukryciu – gęstych zaroślach lub trawach. Jest to niewielki dołek, wyściełany trawą i liśćmi. Samica znosi od 4 do 8 białych jaj. Wysiaduje je sama przez 19–20 dni. Pisklęta są podobne do rodziców, zależnie od swojej płci. Samczyki łatwo poznać, gdyż mają niebieskie pokrywy podogonowe.
HodowlaNadają się do trzymania ich przy domu, pod warunkiem, że zapewni się im przestronną, zewnętrzną wolierę, w której będzie posadzona duża ilość roślin.
StatusMiędzynarodowa Unia Ochrony Przyrody (IUCN) uznaje bezszpona za gatunek narażony na wyginięcie (VU – vulnerable) od 2021 roku; wcześniej, od 2000 roku, miał on status gatunku bliskiego zagrożenia (NT – near threatened), a od 1988 roku – „niższego ryzyka / najmniejszej troski” (LR/LC – lower risk / least concern). Trend liczebności populacji uznaje się za spadkowy.